# وزارة الكهرباء والماء (الكويت)
وزارة الكهرباء والماء والطاقة المتجددة الكويتية هي إحدى الهيئات الحكوميّة في دولة الكويت، كانت تعرف سابقاً باسم وزارة الكهرباء والماء مُنذ تأسيسها في 17 يناير 1962 حتى أُضيف اسم الطاقة المتجددة إلى اسم الوزارة في 2 مارس 2021، الوزير الحالي هو محمد عبد اللطيف محمد الفارس.

## سجل الوزراء
| الوزير                   | من             | إلى           |
| ------------------------ | -------------- | ------------- |
| جابر العلي السالم الصباح | 1962           | 1964          |
| خالد مسعود الفهيد        | 1964           | 1964          |
| عبد العزيز الشايع        | 1964           | 1964          |
| عبد الله السميط          | 1965           | 1970          |
| صالح عبد الملك الصالح    | 1970           | 1971          |
| عبد العزيز الصرعاوي      | 1971           | 1971          |
| عبد الله الغانم          | 1971           | 1979          |
| حمد مبارك العيار         | 1979           | 1979          |
| خلف الخلف                | 1979           | 1981          |
| محمد عبد المحسن الرفاعي  | 1985           | 1988          |
| د. حمود الرقبة           | 1988           | 1991          |
| أحمد العدساني            | 1991           | 1994          |
| جاسم العون               | 1994           | 1998          |
| د. حمود الرقبة           | 1998           | 1999          |
| د. عادل الصبيح           | 1999           | 2001          |
| طلال العيار              | 2001           | 2003          |
| راشد الحجيلان            | 2003           | 2003          |
| أحمد فهد الأحمد الصباح   | 2003           | 2006          |
| علي جراح صباح الصباح     | 2006           | 2007          |
| محمد العليم              | 2007           | 2008          |
| نبيل بن سلامة            | 2008           | 2009          |
| د. بدر الشريعان          | 2009           | 2011          |
| سالم الأذينة             | 2011           | 2012          |
| عبد العزيز الإبراهيم     | 2012           | 2015          |
| أحمد الجسار              | 2015           | 2016          |
| عصام المرزوق             | 2016           | 2017          |
| بخيت الرشيدي             | 2017           | 2018          |
| د. خالد الفاضل           | 2018           | 2020          |
| محمد حجي بوشهري          | 2020           | 2020          |
| محمد عبد اللطيف الفارس   | 2020           | 2021          |
| د. مشعان العتيبي         | 2021           | 2021          |
| محمد عبد اللطيف الفارس   | 28 ديسمبر 2021 | 2022          |
| د. جاسم محمد الأستاد     | 18 يونيو 2023  | 17 يناير 2024 |
| د.سالم فلاح الحجرف       | 17 يناير 2024  | حتى الان      |

## قطاعات الوزارة
- قطاع التخطيط والتدريب ونظم المعلومات
- قطاع الشؤون المالية
- قطاع الشؤون الإدارية
- قطاع شبكات النقل الكهربائية
- قطاع شبكات التوزيع الكهربائية
- قطاع محطات القوى الكهربائية وتقطير المياه
- قطاع مراكز المراقبة و التحكم و الرقابة
- قطاع تشغيل وصيانة المياه
- قطاع مشاريع المياه
- قطاع خدمات العملاء
- قطاع الخدمات الفنية والمشاغل الرئيسية